# アースダンボール
株式会社アースダンボールは、埼玉県北足立郡伊奈町西小針7丁目に本拠を置く日本の企業。段ボールの企画、製造及びWebサイトを通じた販売を行う。
業界に先駆け段ボールのネット販売、通信販売を開始。最先端の技術やサービスを取り入れたり、先進的なITへの取り組みが評価されて、様々な機関から表彰を受けている。梱包材分野のネット通販では取扱量トップである。

## 概要・特徴

### 創業
1953年（昭和28年）3月27日、奥田重治郎が埼玉県新座市に「奥田製作所」として創業。スリッパの製造などを行っていたが、段ボール事業は厚紙の箱を集めて造り直して販売したのが最初だった。
現在は段ボールをはじめとする商品点数4,000点以上の梱包材の通信販売サイトであるアースダンボール ダンボールＡの運営を手掛ける。近年需要が増えている美粧性ダンボールへの取り組みや、ダンボール製雑貨小物の開発にも積極的である。すべて段ボール素材を使用したかんたん子ども迷路といった商品を開発、販売する。1箱からの注文を可能とし、ミラプリによるフルカラー印刷や、両面印刷、オリジナルダンボールの制作も行い100,000件以上の実績を持つ。

### 奥田敏光の取り組み
「断らない、できないと言わない」を社訓とし、1996年、現代表者の奥田敏光のもと、業界に先駆け段ボールのネット販売、通信販売を開始し、顧客の声を活かすため、TwitterやインスタグラムなどのSNS、メルマガへの返信、新商品の要望やWebサイト改善の意見をホームページのリクエストフォームを活用して収集し、使いやすいWebサイトの構築を行い、通販・EC用の梱包材、メルマガやフリマといった分野に関し意識調査を実施、その結果を発表している。
もともとデザイン性は求められていなかった段ボールだが、BtoCやCtoCの広がりでより付加価値の高いこだわりのある段ボールのニーズが高まった。同社は段ボールに直接カラー印刷ができるインクジェット印刷の技術を開発し，これをWebサイトで受注する仕組みを構築したが、これでシェアを独占した。このためインクジェット用のカラーインクの9割は同社が消費していると言われる。こうした取り組みもあり、顧客の信頼を獲得することで同業他社が苦戦する中、業績を順調に伸ばした。
奥田は、1990年代までは原価計算にどんぶり勘定が通例であり、顧客によって単価を変えるような商習慣が一般的であった業界に、ITを使い正しい原価計算に基づいた価格の提案を試み、MS-DOS時代に原価管理用のソフトウェアを自社開発、顧客への見積もりから製造、販売、配送までのワンストップのシステムを完成させる。その結果、顧客から見て正しく導き出された価格であることをオープンにすることを可能とし、高い支持を得ることができた。奥田が開発した「ダンボール見積もりソフト」と「ダンボール原価計算システム」は自社のみならず、広く業界向けに販売された。

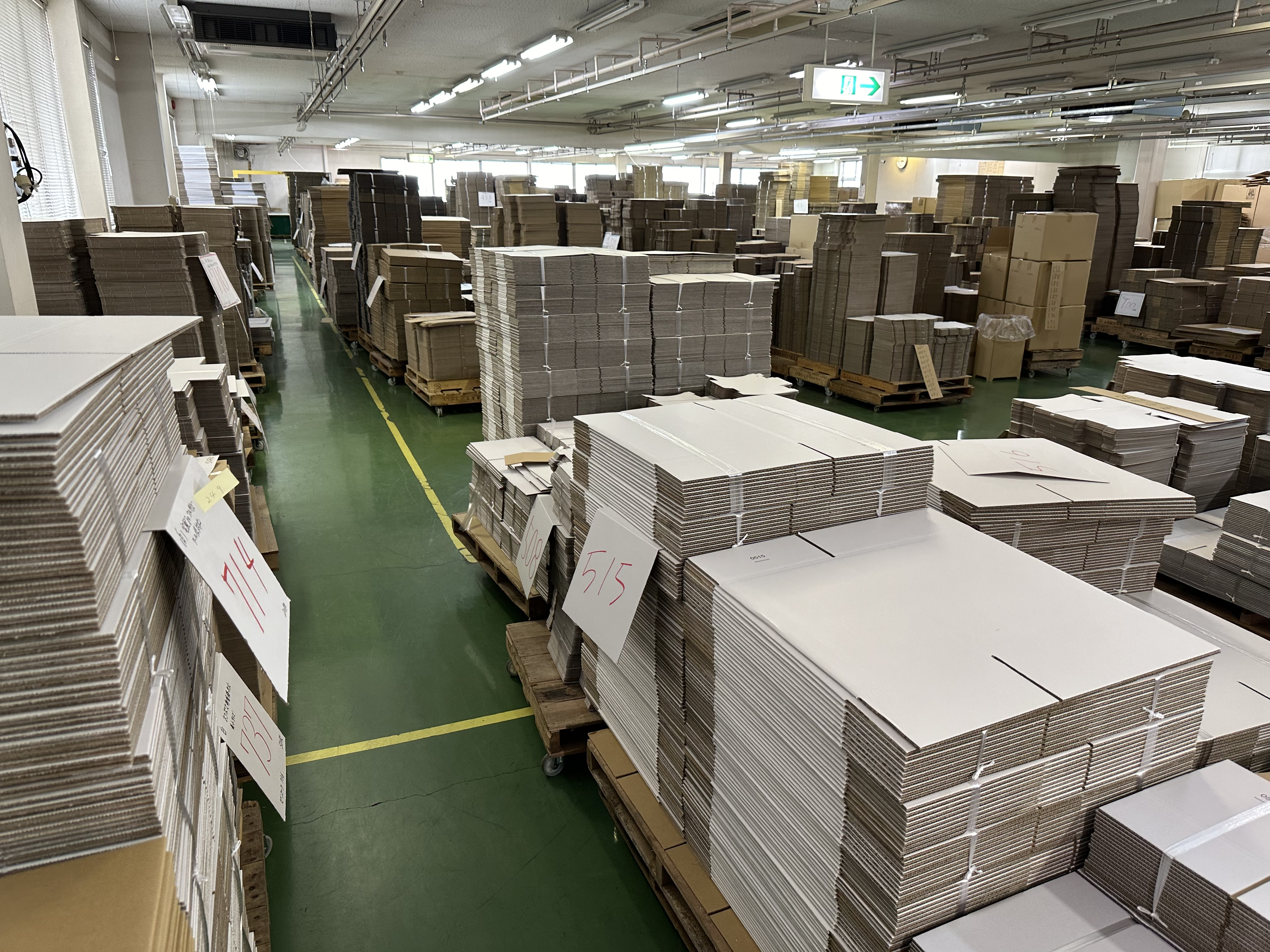
アースダンボール製品

奥田は業界の動向に関し、限られたプレーヤー間の競争が激化しているとした上で、『自社製造に拘り、高付加価値提案で利益重視といった点は不変』と強調する一方、外注比率の高い競合の拡大路線がより先鋭化した場合、市況面での影響が業界全体に及びかねないとの見解を示している。2016年4月12日「アースダンボール」商標登録。その他、箱職人のアースダンボール、等の商標、さらに瓶体の運搬用収納箱、といった実用新案、特許が登録、出願されている。
同社で使用されている原材料である段ボール板の古紙配合率は90％以上あるが、プラスチックなどを一切使用せず、段ボール素材で作られたものは非常にエコであり、不要になれば資源ごみとしてリサイクルされ循環する。奥田はこれが地球温暖化や森林伐採など環境破壊防止につながると考えている。

## 沿革
- 1953年 - 3月27日、奥田重治郎が埼玉県新座市に「奥田製作所」として創業[4]。
- 1969年 - プリンタースロッターの導入[4]。
- 1973年
  - 2代目箱職人、現会長の奥田種美が代表取締役社長に就任[4]。
  - 東京の梱包資材屋を中心にダンボール箱を納入。オイルショックの影響を受ける[4]。
- 1990年以降
  - シャープ電子手帳用段ボール見積ソフトを販売[4]。
  - 段ボール業界向けのPC-9801用段ボール原価計算システムを販売[4]。
- 1992年 - 埼玉県伊奈町に移転[4]。
- 1999年 - 3代目、奥田敏光が代表取締役社長に就任[4]。
- 2000年 - 業界初の小ロットインクジェット印刷段ボール箱の受注販売を開始[11]。
- 2001年 - 「有限会社奥田製作所」から「株式会社アースダンボール」へ社名を変更[4]。
- 2003年 - 日本初となる「広告入りダンボール」を販売開始[4]。
- 2004年 - セラミックアニロックスロール＋セラミックブレードを用いた印刷機を導入[4]。
- 2007年
  - ダンボールシート自動見積もり開始[4]。
  - ダンボールシートの段目を潰さないで切る一本刃仕様の自動スリッタを導入。機械の作業データを基に自動見積もりを作成[4]。
  - 自動見積のWEBサービス開始[4]。
  - 簡易デザインと見積もりが同時に出来る「簡単レイアウター」開始[4]。
- 2008年 - 小ロット専用の段ボール製造システム導入[4]。
- 2011年
  - 日本初の新型アニロックスロール「GTTテクノロジー」導入[4]。
  - 九州宗像工場稼働[4]。
- 2012年
  - 「宅配サイズで印刷オーダー」開始。定型ダンボール箱にオリジナルの印刷を入れてオーダー可能とする[4]。
- 2014年
  - Webサイトの買い物カゴシステムをリニューアル。送料の最安値自動計算や、同時に複数の届け先への配送を可能とする[4]。
  - スマートフォン専用サイト開始[4]。
- 2015年
  - マイパターン機能開始[4]。
  - カート購入した商品に対してパターン登録が出来るマイパターン機能を開始[4]。
- 2017年
  - 公式スマホアプリリリース[4]。
  - アースダンボールの公式アプリをリリース(iPhone、 Android)[4]。
  - 簡単印刷段ボールリリース[4]。
  - ロゴ・社名印刷のシミュレーションが可能な「簡単印刷段ボール」[4]。
- 2018年 - 日本初となるフルカラーの印刷を直接ダンボールに格安にデジタル印刷できるシステム「ミラプリサービス」開始[4]。
- 2023年
  - 蓮田工場、蓮田第二工場稼働[4]。
- 2024年
  - 1月29日、段ボール通販サイト「アースダンボール」にて、メルペイでの支払いの取り扱いを開始[1]。
  - 6月13日、オペレーションの最適化により受注生産品の納期短縮を実現[17]。
- 2025年
  - 160サイズにも140サイズにもなる深さ可変式の段ボール箱「宅配160」を販売開始[18]。

その他

## CSR・SDGs
- 「消費者志向自主宣言」を行い脱プラスティックやSDGsを推進[7]。
- ミラプリ（水性インクジェット印刷）による印刷を採用。 段ボールへの印刷には、通常、樹脂版が使用されるが、ミラプリでは版が不要である[7]。
- つくば市の事業取り組みの中の「次世代育成のための事業」に共感し、企業版ふるさと納税による寄付を行う[19]。

## 受賞・認定歴
- 2004年 - エミダスホームページ大賞2004「審査員特別賞」。
- 2005年
  - SOHOホームページ大賞2005「大賞」。
  - IT経営応援隊IT経営百選「最優秀企業」認定。
- 2006年 - IT経営応援隊IT経営百選「最優秀企業」認定。
- 2008年 - 中小企業IT経営力大賞「優秀賞」。
- 2011年 - 渋沢栄一ベンチャードリーム賞 「優秀賞」。
- 2012年 - 日本赤十字社埼玉支部から「特別社員」の称号受贈（広告入りダンボール箱の売り上げの一部の寄付寄付に対して。）。
- 2015年 - 攻めのIT経営中小企業百選。
- 2017年 - 「第2回モノづくり企業CM大賞」グランプリ受賞[20]。
- 2024年 - 令和5年度彩の国埼玉環境大賞「優秀賞」。

## 著書
奥田敏光には以下の著書がある。
- 『ダンボール2.0!』(2022年9月13日、幻冬舎) ISBN 9784344941014
- 『数万人が購読解除しないメルマガ: 株式会社アースダンボールの変なメルマガ アースダンボールのメルマガ』（2022年1月4日） ISBN 9798795462516
- 『数万人が購読解除しないメルマガ 第２巻: 株式会社アースダンボールの変なメルマガ（第２巻 2019年配信の全16号）』（2022年1月4日） ISBN 9798795505015
- 『数万人が購読解除しないメルマガ 第３巻: 株式会社アースダンボールの変なメルマガ（第３巻 2020年上半期配信の全12号）』（2022年1月4日） ISBN 9798795538303

## 所在地

### 本社
埼玉県北足立郡伊奈町西小針7-17

### 工場
- 蓮田工場

埼玉県蓮田市井沼620-22
- 蓮田第二工場

埼玉県蓮田市井沼620-19
- 九州宗像工場

福岡県宗像市池田1685